# Кичуга (приток Тафты)
Кичуга — река в России, протекает по Тотемскому району Вологодской области. Устье реки находится в 34 км от устья Тафты по правому берегу. Длина реки составляет 10 км.
Исток находится в болоте Великое в 15 км к северо-западу от деревни Погорелово (центр муниципального образования «Погореловское») и в 55 км к юго-западу от Тотьмы. Кичуга течёт по лесному массиву на северо-восток, крупных притоков и населённых пунктов по берегам нет. Впадает в Тафту в 8 километрах выше деревни Родная (Муниципальное образование «Погореловское»).

## Данные водного реестра
По данным государственного водного реестра России относится к Двинско-Печорскому бассейновому округу, водохозяйственный участок реки — Северная Двина от начала реки до впадения реки Вычегда, без рек Юг и Сухона (от истока до Кубенского гидроузла), речной подбассейн реки — Сухона. Речной бассейн реки — Северная Двина.
Код объекта в государственном водном реестре — 03020100312103000008145.